# Biroia satapensis
Biroia satapensis är en stekelart som först beskrevs av Cameron 1907.  Biroia satapensis ingår i släktet Biroia och familjen bracksteklar. Inga underarter finns listade.